# Německá nacionální strana
Německá nacionální strana nebo Německá národní strana (německy Deutsche Nationalpartei, DNP) byla politická strana na území prvorepublikového Československa, která reprezentovala část sudetoněmecké národnostní menšiny.

## Dějiny
Navazovala na národovecké německé strany, které v Rakousku-Uhersku působily již od 19. století. Po vzniku Československa se postupně místní skupiny nácionálně orientovaných aktivistů slučovaly. V dubnu 1919 vznikla Deutschböhmische Volkspartei (brzy nato ovšem československými úřady zakázaná pro podporu separace provincie Deutschböhmen). V dubnu 1919 pak proto jako její nástupkyně vznikla Německá nacionální strana, jejímž předsedou se na krátkou dobu stal chomutovský starosta Ernst Ferdinand Storch. Jako její zástupce vedl neúspěšné jednání premiérem Vlastimilem Tusarem o vypsání nových parlamentních voleb. V září 1919 se sloučila s podobnou formací působící na severní Moravě a ve Slezsku (Deutschsoziale Volkspartei für Schlesien und Nordmähren – Německosociální národní strana pro Slezsko a severní Moravu) a také s menší politickou stranu národoveckých Němců z jižní Moravy Deutschnationale Partei aus Mittel und Südmähren (Německá národní strana ze střední a jižní Moravy). Na podzim 1919 se do této celostátní strany ještě začlenila Deutschböhmische Einheitspartei (Českoněmecká strana jednoty). Pak se uskutečnil první sjezd této strany v Liberci. S novou stranou splynula také malá formace Deutschsoziale Partei (Německosociální strana), kterou založil Heinrich Brunar.
Strana odmítala začlenění etnických Němců do Československa a požadovala pro německou menšinu právo na sebeurčení. Hlavním tiskovým orgánem byl Nordböhmisches Tagblatt z Děčína. Hlavním představitelem byl Rudolf Lodgman von Auen. V parlamentních volbách v roce 1920 strana relativně uspěla v rámci koalice Německá volební pospolitost (Deutsche Wahlgemeinschaft), v níž se sdružila s Německou národně socialistickou stranou dělnickou. Ovšem s postupem stabilizace ČSR její podpora klesala, což se projevilo v parlamentních volbách v roce 1925. Roku 1928 se kvůli negativismu a strnulosti jejího programu od strany odtrhla skupina okolo Alfreda Roscheho (z ní se zformovalo Německé pracovní a volební společenství). V parlamentních volbách v roce 1929 kandidovala Německá národní strana společně s malou formací Sudetoněmecký svaz venkova (Sudetendeutscher Landbund), jež se odtrhla od Německého svazu zemědělců.
S nástupem nacismu a NSDAP v sousedním Německu začala strana slábnout. Podobně jako Československá národní demokracie reprezentovala DNP konzervativnější variantu nacionalismu, zacílenou na střední a vyšší vrstvy a intelektuály. Nyní ale její voliči přebíhali k nacistům (v ČSR operujícím jako Německá národně socialistická strana dělnická). V září 1930 odstoupil předseda DNP Heinrich Brunar, který zastával podobnou konzervativní linii jako Lodgman. Novým předsedou se stal Karl Schöppe, starosta Ústí nad Labem. Ani on ale nezastavil postupný úpadek strany a odliv směrem k nacistům.
V roce 1933 byla Německá národní strana stejně jako Německá národně socialistická strana dělnická československými úřady zakázána. V roce 1935 byla sice znovu povolena (coby snaha československých úřadů oslabit Sudetoněmeckou stranu), ale v parlamentních volbách v roce 1935 již nekandidovala a její předáci přešli hromadně do SdP. Vstřícně se o politice SdP vyjadřoval i bývalý hlavní předák DNP Lodgman.

## Volební výsledky

### Poslanecká sněmovna
| Volby | Hlasy   | Hlasy | Mandáty | Mandáty | Pozice | Postavení |
| Volby | Abs.    | %     | Abs.    | ±       | Pozice | Postavení |
| ----- | ------- | ----- | ------- | ------- | ------ | --------- |
| 1920  | 328,735 | 5.3   | 12/281  |         | 7.     | Opozice   |
| 1925  | 240,879 | 3.4   | 10/300  | ▼2      | ▼12.   | Opozice   |
| 1929  | 189,187 | 2.6   | 6/300   | ▼4      | ▼14.   | Opozice   |

### Senát
| Volby | Hlasy   | Hlasy | Mandáty | Mandáty | Pozice |
| Volby | Abs.    | %     | Abs.    | ±       | Pozice |
| ----- | ------- | ----- | ------- | ------- | ------ |
| 1920  | 300,333 | 5.7   | 7/150   |         | 7.     |
| 1925  | 214,589 | 3.5   | 5/150   | ▼2      | ▼12.   |
| 1929  | 166,718 | 2.6   | 0/300   | ▼5      | ▼14.   |